# Гаудеамус игитур
Гаудеамус игитур (лат. gaudeamus igitur – радујмо (веселимо) се дакле), од (лат. gaudeo – весео бити), студентска химна названа по почетним ријечима пјесме. Ова химна је прихваћена у већини европских земаља. Изводи се приликом студентских свечаности, промоција, почетка и завршетка године и студија.

## Историјат
Песму о пролазности и ефемерности живота „Де Бревитате Вите“ (лат. De Brevitate Vitae - О краткоћи живота) је највероватније компоновао и написао речи болоњски бискуп Д. Страда 1267. године. Песма је током свога дугогодишњег живота претрпјела многе измјене а наслов је, што је логичан слијед, послије констатације да је "живот кратак" заменила са „радујмо се" - гаудеамус. Данашњи облик песме потиче од В. Киндлебена који је објавио у књизи Штудентенлидер 1781. г. а која је премиерно изведена 1797. г. Занимљиво је да је Јоханес Брамс ову песму „уградио“ у своју Академску фестивалску увертиру. Фаталности поражавајуће суморности људске пролазности, као антисудбину, супротставља младост у раскошном интензитету радости живота. Она јесте ода младости и ту се крије њена вјечитост. Од тада се, мање-више, ова песма у континуитету изводи као студентска химна све до данашњих дана под именом „Гаудеамус игитур“.

## Студенти и химна на старим разгледницама
- Дописница са симболима традиционалног немачког студентског живота
- Студенти са цитатом „Гаудеамус игитур“ на старој разлгедници